# Błona międzykostna przedramienia
Błona międzykostna przedramienia (łac. membrana interossea antebrachii) – w anatomii człowieka cienka, ale mocna włóknista blaszka rozpięta pomiędzy kością łokciową, a promieniową, tworząca rozległy więzozrost. Biegnie od brzegu międzykostnego (przyśrodkowego) kości promieniowej do brzegu międzykostnego (bocznego) kości łokciowej, u góry sięgając do guzowatości kości promieniowej, od której wysyła jeszcze silne skośne pasmo (struna skośna, łac. chorda obliqua) do guzowatości kości łokciowej. Większość włókien błony międzykostnej przedramienia, zwłaszcza w jej środkowej części, biegnie skośnie w dół od kości promieniowej do kości łokciowej. W górnej i dolnej części włókna układają się bardziej nierównomiernie i pozostawiają między sobą dwa otwory – otwór górny, między struną skośną a wolnym brzegiem pozostałej części błony, i otwór dolny, nad górnym brzegiem mięśnia nawrotnego czworobocznego. Poniżej otworu dolnego błona sięga aż do stawu promieniowo-łokciowego dalszego, z którym się łączy. Przez otwór górny naczynia międzykostne tylne (tętnica międzykostna tylna i towarzyszące jej żyły międzykostne tylne) przechodzą ze strony przedniej na tylną, a przez otwór dolny naczynia międzykostne przednie (tętnica międzykostna przednia i towarzyszące jej żyły międzykostne przednie), biegnące powyżej bezpośrednio na przedniej powierzchni błony, przechodzą na jej powierzchnię tylną, pozostawiając tylko niewielką gałąź na przedniej stronie. Błona międzykostna przedramienia zapobiega wzajemnym przesunięciom kości łokciowej i promieniowej, służy także za pole przyczepu mięśni przedramienia. W przypadku pełnego nawrócenia lub odwrócenia przedramienia błona pozostaje częściowo luźna, w pełni napięta jest jedynie w pośrednim położeniu przedramienia.